# Ruta Nacional 22
Die Ruta Nacional 22 ist eine Nationalstraße Argentiniens, die über eine Länge von 685 Kilometern von der Nähe von Bahía Blanca in der Provinz Buenos Aires
bis zu Zapala in der Provinz Neuquén verläuft. Sie durchquert Argentinien in Ost-West-Richtung.

## Verlauf
Die Ruta Nacional 22 beginnt etwa 32 Kilometer westlich des Stadtzentrums von Bahia Blanca. Sie zweigt von der Ruta Nacional 3 ab, die 3045 Kilometer in südlicher Richtung von Buenos Aires nach Ushuaia führt.
Sie führt zunächst in die Hauptstadt des Partido Villarino, Médanos. Durch die Provinz Buenos Aires durchquert sie die Kleinstädten Nicolás Levalle, Juan Cousté und Montes de Oca.

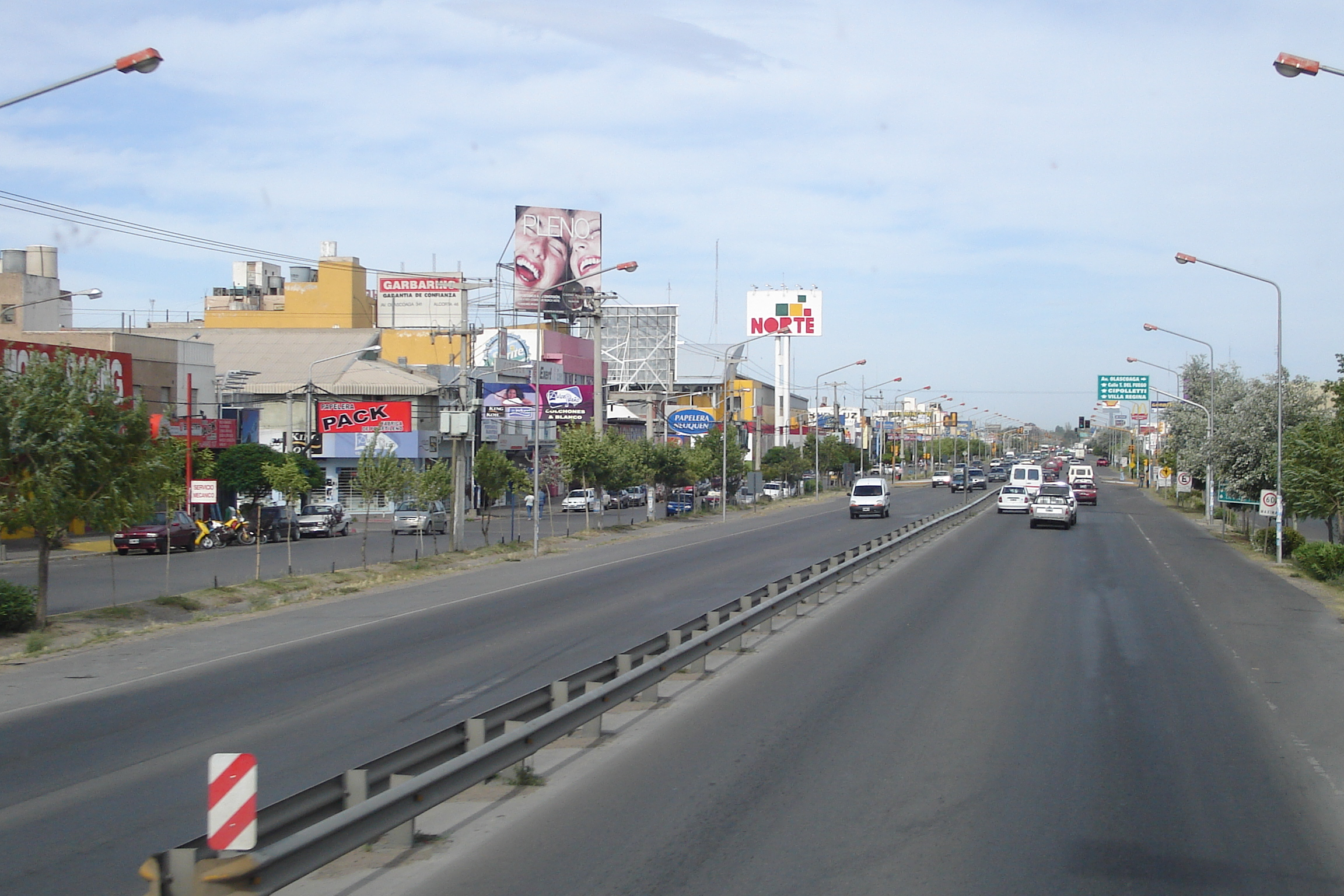
Die Ruta Nacional 22 in Neuquén

In der Provinz La Pampa führt die Ruta Nacional 40 durch La Adela, die Hauptstadt des Departamento Caleu Caleu. Von La Adela führt sie in die Nachbarstadt Río Colorado in der Provinz Río Negro. An der Strecke in dieser Provinz befinden sich die Orte Choele Choel, Darwin, Coronel Belisle, Chimpay und Chelforó des Departamento Avellaneda, sowie Chichinales, Villa Regina, General Enrique Godoy, Ingeniero Luis A. Huergo, Mainqué, Cervantes, General Roca, Allen, General Fernández Oro und Cipolletti des Departamento General Roca.
Von Cipolletti aus führt sie in die Stadt Neuquén. Weiter westlich im Departamento Confluencia verläuft sie durch Plottier, Senillosa, Plaza Huincul und Cutral-Có. Die Straße endet in Zapala, im Zentrum der Provinz.